# 2792 Пономарјов
2792 Пономарјов (енгл. 2792 Ponomarev) је астероид главног астероидног појаса чија средња удаљеност од Сунца износи 2,277 астрономских јединица (АЈ).
Апсолутна магнитуда астероида је 13,3.